# Fænomenet i Hessdalen
Fænomenet i Hessdalen er et lysfænomen som gentagne gange er observeret i Hessdalen i Sør-Trøndelag i Norge.

## Historien bag
En sen decemberaften i 1981 så ægteparret Åge og Ruth Marry Moe tilfældigvis ud af køkkenvinduet, da de så noget mærkeligt på himlen, som de selv beskrev som "en brændende ildkugle". I begyndelsen blev de ikke taget seriøst, men efterhånden kom der flere observationer af lysfænomenet i dalen, og folk begyndte at tale om UFO-observationer. Dette vakte opsigt over hele Norge, og Hessdalen blev efterhånden også kendt i udlandet. Lignende lysfænomener er set andre steder, hvor de blandt andet er blevet kendt som "ghost light"  (spøgelseslys) eller "earthlight" (jordlys). Man ønskede svar på fænomenernes opdukken, og derfor blev en forskergruppe ved navn Project Hessdalen oprettet i 1983 med det formål at finde en forklaring. En automatisk målestation blev opsat i dalen i 1998, og i 2004 blev et kamera samt en antenne for ultralave frekvenser monteret.

## En mulig løsning på mysteriet
I 2007 blev det rapporteret, at noget af gåden med stor sandsynlighed er løst. Ved hjælp af optiske spektralanalyser og elektromagnetiske målinger kan man fastslå, at det drejer sig om en brændende hvirvel af gas eller plasma, muligvis med en fast kerne. Det skal dreje sig om forbrændingsprocesser i luften, hvor hoveddelene består af ilt og kvælstof, og også natrium og scandium. Til trods for at gåden på en måde er løst, ved forskere endnu ikke med sikkerhed hvad der lyser op, eller hvor lyset får sit "brændstof" fra.

## Eksterne links
- www.hessdalen.org Arkiveret 23. juni 2015 hos  Wayback Machine
- Triangelprosjektet i Hessdalen